# 多摩織
多摩織（たまおり）は、主に東京都八王子市（多摩地域）で生産される絹織物。1980年3月3日に経済産業大臣指定伝統的工芸品に指定された。1982年12月24日に東京都指定伝統的工芸品に指定された。

## 概要
伝統的な作成技法として「お召織」「紬織」「風通織」「変り綴」「綟り織」の5種類があり、これらを総称し多摩織と呼称する。全て原材料には生糸、玉糸または真綿のつむぎ糸を用いる。
多摩織の生産工程の特色としては分業体制があり、製品として出荷される前に、それぞれの工程で分業専門化した各職人が関わっている。
分業体制に関わる業種には
- 織物業
- 意匠紋紙業
- 糸染業
- 糊付業
- 整経業
- 絣加工業
- 捺染加工業
- 撚糸業
- 機拵業
- 整理加工業

など多数の種類がある。
生産に関しては原材料の調達は全て産地内のもののみを用い、2004年時点での産地内原材料使用率は100％になっている。

## 歴史
元々、多摩地域では平安時代末期から絹織物産業が存在しており、室町時代後期に現れた北条氏が領民の産業として織物を奨励したことで絹織物産地としての土台が形成された。
明治時代の文明開化によって関連技術が急速に発展したことで現在の多摩織の基盤となった。